# Eosentomon tapiasum
Eosentomon tapiasum är en urinsektsart som beskrevs av Josef Nosek 1978. Eosentomon tapiasum ingår i släktet Eosentomon och familjen trakétrevfotingar. Inga underarter finns listade i Catalogue of Life.